# San Giorgio (metropolitana di Genova)
San Giorgio è una stazione sotterranea della metropolitana di Genova.
Situata sotto piazza Caricamento e nelle adiacenze di Piazza Cavour, prende il nome dal medievale Palazzo San Giorgio e sorge in quello che fino agli anni '60 del XX secolo veniva considerato il centro del commercio portuale genovese. Attualmente la zona è quella turistico-museale in cui si trovano il Porto Antico, l'Acquario di Genova ed il centro congressi dei Magazzini del Cotone. Dalla stazione è inoltre facilmente raggiungibile la celebre cattedrale di San Lorenzo. Nei pressi sono presenti il capolinea della linea di autobus numero 13, che collega la zona con il quartiere di Prato e costituisce un asse forza della Valbisagno, e la banchina d'ormeggio del Navebus, il battello che effettua servizio urbano via mare tra il porto e il quartiere di Pegli.

## Storia
Nel progetto iniziale la stazione era denominata "Caricamento/Cavour" e avrebbe dovuto essere inaugurata in occasione delle celebrazioni colombiane del 1992 come capolinea della tratta di collegamento tra Principe ed il nuovo quartiere dedicato all'esposizione. In quegli anni, tuttavia, i lavori per la metropolitana, iniziati nel 1982, nella prima metà degli anni 1990 si interruppero per via della mancanza di finanziamenti (dovuta principalmente allo scandalo di Mani pulite) e delle perplessità di amministrazione e cittadinanza sull'effettiva utilità dell'infrastruttura, potendo riprendere solo nel 1998; la stazione venne attivata il 7 agosto 2003, come capolinea del prolungamento proveniente da Principe, e fu solo in tale periodo che la metropolitana genovese, raggiungendo le aree di importanza commerciale e turistica ed avvicinandosi al centro storico, iniziò ad assumere un ruolo degno di nota nel trasporto pubblico locale, vedendo un notevole incremento dell'utenza.
Rimase capolinea per circa due anni, fino all'apertura del prolungamento verso De Ferrari nel 2005.
Nell'ambito del progetto "La tua metropolitana", nell'estate del 2022 la stazione è stata riqualificata e brandizzata dallo sponsor Mysport. 

## Strutture e impianti
Edificata tra i pilastri di fondazione e gli antichi ormeggi del Porto Vecchio, la stazione sorge sotto il livello del mare, ad una profondità di circa 15,5 metri dal piano strada. Esteticamente, presenta molti particolari stilistici in comune con Principe. Presenta un'unica banchina centrale con sovrappasso, costeggiata ai due lati dai binari, come avviene per le fermate di Principe e Darsena.
La stazione è dotata di un unico grande ingresso, sito proprio dietro palazzo San Giorgio, nelle adiacenze di Via Turati, e caratterizzato da un'ampia scalinata parzialmente coperta da una tettoia vetrata.